# Le Shérif de ces dames
Pour plus de détails, voir Fiche technique et Distribution.
Le Shérif de ces dames (titre original : Follow That Dream) est un film américain réalisé par Gordon Douglas, sorti en 1962.

## Synopsis
La famille Kwimper, une bien pittoresque famille moderne, part en vacances. Elle se compose de Pop Kwimper, veuf et bohème, de son fils adoptif Toby, courageux devant le danger mais peureux devant les jeunes filles, d'Ariane, trois ans et de deux jumeaux de huit ans qu'élève leur charmante baby-sitter, Holly, orpheline recueillie par le généreux Pop Kwimper. Tombés en panne d'essence sur une voie non ouverte à la circulation, les Kwimper se résolvent à passer la nuit sur une petite plage de sable voisine. Le lendemain, à leur grande stupeur, ils voient venir un cortège officiel; cette voie déserte hier est alors inaugurée par le gouverneur de l'État qui tentera vainement de déloger ces campeurs insolites

## Fiche technique
- Titre : Le Shérif de ces dames
- Titre original : Follow That Dream
- Réalisation : Gordon Douglas

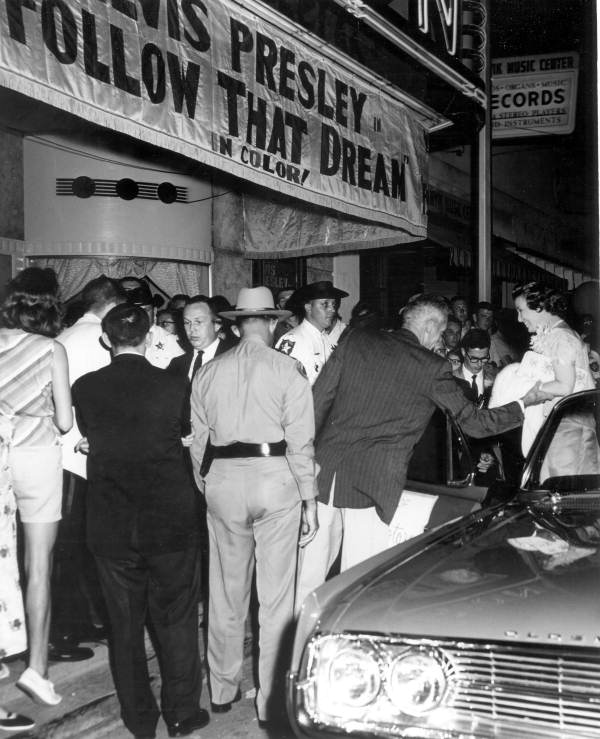
Arrivée de C. Farris Bryant à la première du film à Ocala, en Floride.

- Scénario : Charles Lederer d'après Pioneer, Go Home! de Richard Powell
- Photographie : Leo Tover
- Montage : William B. Murphy (en)
- Musique : Hans J. Salter
- Décors : Fred M. MacLean
- Producteurs : Walter Mirisch et David Weisbart
- Pays d'origine : États-Unis
- Format : Couleurs - 2,35:1 - Mono
- Genre : Musical, comédie dramatique
- Durée : 109 minutes
- Date de sortie : 1962
- Version Française :  Société Parisienne de Sonorisation (SPS)
- Adaptation Française :Pierre-François Caille
- Dates de sortie :
  - États-Unis : 11 avril 1962
  - France :  13 juillet 1962

## Distribution
- Elvis Presley  (V.F :  Jacques Thébault) : Toby Kwimper
- Arthur O'Connell  (V.F : Jacques Hilling) : Pop Kwimper
- Anne Helm  (V.F : Arlette Thomas) : Holly Jones
- Joanna Moore  (V.F : Nadine Alari) : Alisha Claypoole
- Jack Kruschen  (V.F : Georges Hubert) : Carmine
- Simon Oakland  (V.F : Claude Bertrand) : Nick
- Roland Winters  (V.F : Richard Francœur) : Juge
- Alan Hewitt (V.F : Georges Atlas) : H. Arthur King
- Frank DeKova : Jack
- Herbert Rudley  (V.F : Pierre Leproux) :  Mr. Endicott
- Robert Carricart  (V.F : Serge Sauvion) : Blackie
- John Duke  (V.F : Henri Djanik) : Al